# Duke of Albany
Duke of Albany ist ein erblicher britischer Adelstitel, der sechsmal jüngeren Söhnen des schottischen (Haus Stuart) und einmal auch des britischen Königshauses (Haus Sachsen-Coburg und Gotha) verliehen wurde. Der Titel ist seit 1919 ausgesetzt (suspended).
Die Dukedoms of Albany erster bis sechster Verleihung gehörten zur Peerage of Scotland, das der siebten Verleihung zur Peerage of the United Kingdom.

## Verleihungen

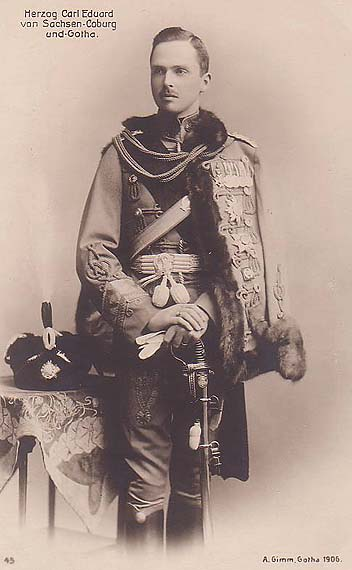
Carl Eduard von Sachsen-Coburg und Gotha, dem bislang letzten Duke of Albany, wurde der Titel 1919 aberkannt

Das Dukedom of Albany wurde erstmals am 28. April 1398 von König Robert III. von Schottland seinem Bruder Robert Stewart verliehen. Albany (von Gälisch Alba) war damals eine allgemeine Bezeichnung für den Bereich Schottlands nördlich des Flusses Forth, der in etwa dem früheren Königreich der Pikten entsprach. Der 2. Duke wurde am 24. Mai 1425 wegen Hochverrats hingerichtet, der Titel wurde eingezogen und erlosch.
Um 1458 wurde der Titel für James Stewart erneut begründet. Er erlosch, als sein Sohn, der 2. Duke, am 2. Juni 1536 kinderlos starb. 1541 wurde der Titel Arthur Stewart, dem neugeborenen zweiten Sohn des Königs Jakob V. von Schottland, verliehen, und erlosch, als das Kind nur acht Tage nach seiner Taufe verstarb.
Die vierte Verleihung des Titels erfolgte am 20. Juli 1565 an Henry Stuart, Lord Darnley, den Ehemann von Königin Maria Stuart. Ihm waren bereits am 15. Mai 1565 die fortan nachgeordneten Titel Earl of Ross und Lord Ardmannoch verliehen worden. Sein Sohn James Stuart, Duke of Rothesay, beerbte ihn am 10. Februar 1567 und wurde am 24. Juli 1567 als Jakob VI. König von Schottland, wodurch seine Titel mit der Krone verschmolzen. König Jakob VI. schuf den Titel in fünfter Verleihung am 23. Dezember 1600 für seinen Sohn Charles neu, zusammen mit den nachgeordneten Titeln Marquess of Ormond, Earl of Ross und Lord Ardmannoch. Als dieser am 27. März 1625 als Karl I. den Thron bestieg, verschmolzen die Titel wieder mit der Krone.
Als Nächstes wurde der Titel am 31. Dezember 1660 von König Karl II. seinem jüngeren Bruder James, Duke of York verliehen. Als dieser am 6. Februar 1685 seinem älteren Bruder auf den Thron folgte, verschmolz der Titel erneut mit der Krone.
Der Thronprätendent Charles Edward Stuart beanspruchte zeitweise selbst den Titel des Duke of Albany und „ernannte“ spätestens 1783 auch seine illegitime Tochter Charlotte (1753–1789) zur Duchess of Albany. Diese Titel wurden ebenso wie sein Thronanspruch nicht anerkannt.
Unter den hannoverschen Königen von Großbritannien wurde dreimal, nämlich 1716, 1760 und 1786, in der Peerage of Great Britain der Titel des Duke of York and Albany verliehen.
Der Titel eines Duke of Albany wurde zum siebten Mal am 24. Mai 1881 an Prinz Leopold, den vierten Sohn der Königin Victoria, verliehen, zusammen mit den nachgeordneten Titeln Earl of Clarence und Baron Arklow. Leopolds Sohn Carl Eduard wurde nach dem Tod seines Vaters geboren und trug den Titel eines Duke of Albany bereits seit seiner Geburt. Am 28. März 1919 wurden ihm seine Titel als Duke of Albany, Earl of Clarence, Baron Arklow und Prinz von Großbritannien und Irland aufgrund des Titles Deprivation Act von 1917 aberkannt, da er im Ersten Weltkrieg auf Seiten des Deutschen Reiches gegen das Vereinigte Königreich gekämpft hatte. Außer ihm waren vom Titles Deprivation Act drei weitere Personen betroffen: Ernst August, Kronprinz von Hannover als Duke of Cumberland and Teviotdale, Earl of Armagh und Prinz von Großbritannien und Irland, dessen Sohn Herzog Ernst August von Braunschweig-Lüneburg als Prinz von Großbritannien und Irland sowie Heinrich Graf von Taaffe als 12. Viscount Taaffe und Baron Ballymote. Gemäß dem Titles Deprivation Act haben die männlichen Erben dieser Personen das Recht, die britische Krone um ihre Wiedereinsetzung in diese Titel zu bitten, doch haben sie davon bisher keinen Gebrauch gemacht.

## Liste der Dukes of Albany

### Dukes of Albany, erste Verleihung (1398)
- Robert Stewart, 1. Duke of Albany (um 1340–1420)
- Murdoch Stewart, 2. Duke of Albany (1362–1425) (Titel 1425 verwirkt)

### Dukes of Albany, zweite Verleihung (1458)
- Alexander Stewart, 1. Duke of Albany (um 1454–1485)
- John Stewart, 2. Duke of Albany (1481–1536)

### Dukes of Albany, dritte Verleihung (1541)
- Arthur Stewart, Duke of Albany (1541)

### Dukes of Albany, vierte Verleihung (1565)
- Henry Stuart, Lord Darnley, Duke of Albany (1545–1567)
- James Stuart, Duke of Rothesay, Duke of Albany (1566–1625) (wurde 1567 König)

### Dukes of Albany, fünfte Verleihung (1600)
- Charles Stuart, Duke of Albany (1600–1649) (wurde 1625 König)

### Dukes of Albany, sechste Verleihung (1660)
- James Stuart, Duke of Albany (1633–1701) (wurde 1685 König)

### Dukes of Albany, siebte Verleihung (1881)
- Leopold, 1. Duke of Albany (1853–1884)
- Carl Eduard, 2. Duke of Albany (1884–1954) (Titel 1919 aberkannt)

## Trivia
In William Shakespeares König Lear tritt als einer der Hauptcharaktere der „Duke of Albany“ auf, einer von Lears Schwiegersöhnen.